# Honneur de la police (Résistance)
Pour l’article homonyme, voir Honneur de la Police.
L'Honneur de la police est un des groupes clandestins de la Résistance intérieure française à l'occupation allemande, au sein de la Préfecture de police de Paris (PP), durant la Seconde Guerre mondiale.

## Présentation

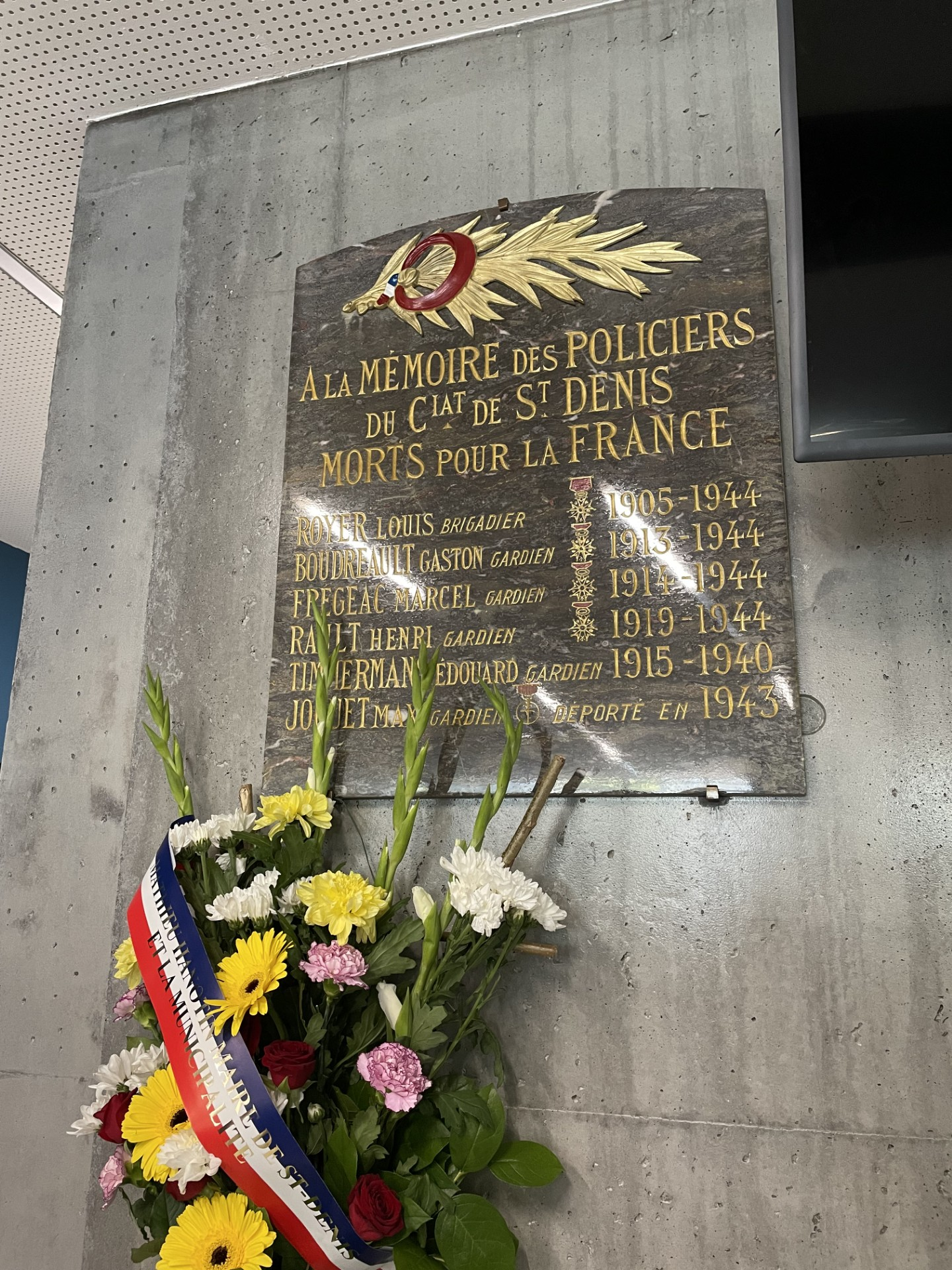
Exemple de plaque en hommage aux policiers résistants, ici à Saint-Denis.

Le groupe est créé en mars-avril 1943 par le commissaire de police des services techniques Edmond Dubent. Cette création fait suite à la disparition du groupe Valmy de l'« Armée Volontaire » de la police parisienne, dont le brigadier Arsène Poncey (« capitaine Lapeyroux ») était le chef et Dubent un de ses adjoints. Presque tout l'état-major de l'AV est arrêté le 11 mars 1943 par les inspecteurs des Brigades Spéciales de la PP : Poncey mourra en déportation.
Dubent organise « L'Honneur de la Police » en épousant les structures de la Préfecture de police et lui donne un rapide essor. Il rapproche son groupe du mouvement Résistance de Marcel Renet (Jacques Destrées), du réseau « Noyautage des administrations publiques » (NAP), et du groupe d'action immédiate du commissaire de la Police Nationale Charles Henri Porte du réseau Délégation Générale, et ancien adjoint de Jean Moulin.
Porte, Dubent et quatre de leurs collaborateurs sont arrêtés dans la soirée du 28 décembre 1943, à la brasserie Zimmer, place du Châtelet, alors qu'ils préparent un attentat contre la Gestapo de la rue Lauriston. Porte et Dubent sont déportés en Allemagne. Leurs adjoints s'enfuient du convoi ferroviaire. Dubent mourra à Mauthausen. Le brigadier Adrien Peltier, futur Compagnon de la Libération, lui succède une dizaine de jours, avant de devoir rejoindre les maquis de l’Eure. Le brigadier Armand Fournet prend la relève tant bien que mal alors qu'une autre branche, plus proche de la démarche de Dubent, suit l’inspecteur Léon Girardet vers le NAP.
Alors que les Américains se rapprochent de Paris, les Allemands décident de désarmer les policiers de plusieurs commissariats qui se mettent alors en grève le 15 août 1944, à la suite d'une réunion entre les représentants des groupes « L’Honneur de la Police », « Police et Patrie » et le "Front national de la police", sur l'initiative de ce dernier ». Yves Bayet, chef du réseau NAP avec Eveline Garnier, décide, le 18 août, avec Henri Ribière, le chef du mouvement Libération-Nord, de prendre le contrôle de la Préfecture de Police. Le 19 août à 7 heures, le brigadier Armand Fournet, et les trois groupes parviennent à rassembler plus de deux mille grévistes en civil devant la Préfecture de police sur le parvis Notre-Dame. Ils réussissent à pénétrer dans la Préfecture, par une porte entrebâillée par un garde mobile. Ils y arrêtent le préfet de police et ses adjoints, y chantent la première Marseillaise dans un édifice libéré, et hissent les premiers drapeaux tricolores sur leur bâtiment et sur Notre-Dame. Le colonel Rol-Tanguy avalise cette action et fait de la caserne de la Cité son point d’appui pour la Libération de Paris. C'est un groupe de policiers dirigé par Armand Fournet assisté des Équipes Nationales de Léo Hamon, qui, le 20 au matin, s'empare de l'Hôtel de Ville.
Le groupe « L'Honneur de la Police » connaît après-guerre une fin agitée du fait du conflit ouvert par Roger Wybot, le chef de la DST contre la PP, pour s'assurer le contrôle du contre-espionnage aussi dans le ressort parisien et par l'implication de certains de ses membres dans l'affaire Joinovici générée par le même Wybot. « L'Honneur de la Police » fut le plus important des trois groupes de la résistance policière parisienne, avec plus de mille deux cents membres actifs.